# Едмунд Кемпер
Едмунд Кемпер (18. децембар 1948.) је амерички серијски убица који је деловао на подручју Калифорније у периоду 1964-1973. године. Убио је укупно 10 људи, укључујући своју мајку, бабу и деду са очеве стране. Већину убистава које је починио прати и некрофилија са случајевима силовања.  

## Биографија
Едмунд Кемпер рођен је у Бербанку, Калифорнија, 18. децембра 1948. године. Био је средње дете и једини син рођен од Кларнел Елизабет Кемпер и Едмунда Кемпера млађег. Отац му је био ветеран Другог светског рата који је после рата тестирао нуклеарно оружје на пацифичком полигону пре него што се вратио у Калифорнију, где је радио као електричар. Едмунд млађи је касније изјавио да су „самоубилачке мисије у рату и тестирања атомске бомбе ништа у поређењу са животом са Кларнел и да је она утицала на њега „више него три стотине деведесет шест дана и ноћи борби на фронту”.
Кемпер је био за главу виши од својих вршњака са четири године. Рано је испољио антисоцијално понашање као што су мучење инсеката и окрутност према животињама: у доби од 10 година, закопао је живу мачку; када је умрла, ископао ју је, одрубио главу и натакнуо главу на шиљак. Кемпер је касније изјавио да је уживао у томе што је успешно лагао своју породицу о убиству мачке. У доби од 13 година, убио је још једну мачку када је схватио да се умиљава његовој млађој сестри, Алин Ли Кемпер (рођ. 1951), у односу на њега; држао је делове тела мачке у свом орману док их мајка није пронашла.
Изводио је обреде са луткама своје млађе сестре које су кулминирале тиме што им је одстрањивао главе и руке; једном приликом, када га је његова старија сестра, Сузан Хјуи Кемпер (1943–2014), задиркивала и питала зашто није покушао да се пољуби своју учитељицу, он је одговорио: „Ако је пољубим, прво бих морао да је убијем.“ Такође се присећао да би се као дечак искрао из куће и, наоружан очевим бајонетом, отишао у кућу своје учитељице другог разреда и гледао кроз прозоре. У каснијим интервјуима је изјавио да су неке од његових омиљених игара које је играо као дете биле „гасна комора“ и „електрична столица“, у којима је тражио од своје млађе сестре да га веже и окрене замишљени прекидач; затим би се преврнуо и извијао на поду, претварајући се да га убијају удисањем гаса или струјним ударом. И он је као дете имао искуства близу смрти: једном, када је старија сестра покушала да га гурне испред воза, а други пут када га је успешно гурнула у дубоки крај базена, где се умало утопио. 
Кемпер је имао близак однос са својим оцем и био је посебно разорен када су му се родитељи развели 1957. године. Имао је озбиљно нефункционалан однос са својом мајком, неуротичном, доминантном алкохоличарком која га је често омаловажавала, понижавала и злостављала. Кларнел је често терала свог сина да спава у закључаном подруму јер се плашила да ће наудити својим сестрама, редовно му се ругала због његове велике величине називајући га чудаком.  Кемпер је ишао једном приликом код свог оца да би сазнао да има нову породицу, супругу и децу. Није се задржао код оца већ је отишао да живи код бабе и деде са очеве стране. Баба му је била врло сличног темперамента као и мајка, стално га је малтретирала и понижавала. 

## Први злочин
Дана 27. августа 1964, у доби од 15 година, Кемпер је седео за кухињским столом са својом баком Матилдом (р. 1897) када су се посвађали. Бесан, Кемпер је одјурио и узео пушку коју му је деда дао за лов; пушка је заплењена јер је њоме беспотребно пуцао у животиње. Затим је поново ушао у кухињу и пуцао јој у главу пре него што јој је још два пута пуцао у леђа. Последње речи његове бабе су наводно биле: „Боље је да више не пуцаш у птице.“  Неки извештаји помињу да је и она задобила вишеструке обдукционе убоде кухињским ножем. Када се Кемперов деда, Едмунд Емил Кемпер старији (р. 1892), вратио из куповине, Кемпер је изашао напоље и смртно га пуцао на прилазу поред његовог аутомобила. Није био сигуран шта даље, па је телефонирао мајци, која му је рекла да се обрати локалној полицији. Кемпер је то учинио и чекао да буде приведен.
Кемпер је након хапшења рекао да је "само желео да види какав је осећај убити бабу" и сведочио да је убио свог деду како не би морао да сазна да му је жена мртва и да би био љут на Кемпер за оно што је учинио. Психијатар Доналд Лунде, који је интервјуисао Кемпера у одраслом добу, написао је: „На свој начин се осветио за одбацивање и свог оца и мајке.“ Кемперови злочини су сматрани несхватљивим за 15-годишњака које би могао да почини и судски психијатри су му дијагностиковали параноидну шизофренију. Послат је у државну болницу Атаскадеро, максимално обезбеђену установу у округу Сан Луис Обиспо у којој су смештени ментално болесни осуђеници.
Психијатри и социјални радници Атаскадера, Калифорнијске омладинске управе, нису се сложили са дијагнозама судских психијатара. У њиховим извештајима је стајало да Кемпер није показао „никакав лет идеја, никакво мешање у мисли, никакав израз заблуда или халуцинација, нити доказ бизарног размишљања.“ Такође су приметили да је интелигентан и интроспективан. Почетно тестирање је измерило његов количник интелигенције на 136, са две стандардне девијације изнад просека.[ Кемперу је поново дијагностиковано мање тешко стање, „поремећај особина личности, пасивно-агресивни тип.“  Касније, током свог боравка у Атаскадеру, дат му је још један тест интелигенције, који је дао виши резултат од 145.
Кемпер је заводио успешно своје психијатре тако што је био узорни затвореник, а био је и обучен да спроводи психијатријске тестове другим затвореницима. Психијатар је касније рекао: „Био је веома добар и то није типично за социопату. Он је заиста био поносан на свој рад.“  Након другог хапшења, Кемпер је рекао да му је способност да разуме како ови тестови функционишу омогућила да манипулише својим психијатрима, признајући да је много научио од сексуалних преступника којима је давао тестове; на пример, рекли су му да је најбоље да убије жену након што је силује, да не би оставио сведоке.

## 1969—1972.
Дана 18. децембра 1969, на свој 21. рођендан, Кемпер је пуштен на условну слободу из Атаскадера. Против препорука психијатара у болници, пуштен је на бригу својој мајци Кларнел — која се поново удала, узела презиме Страндберг, а затим се поново развела — у Аптосу, у Калифорнији, неколико минута вожње од места где је радила као административни асистент на Универзитету Калифорније, Санта Круз. Кемпер је касније рехабилитован и 29. новембра 1972. године његова досије о малолетницима је трајно избрисан. Последњи извештај његових психијатара на условној казни је гласио: Када бих видео овог пацијента, а да немам никакву анамнезу или да од њега не добијем било какву анамнезу, помислио бих да имамо посла са веома добро прилагођеним младићем који је имао иницијативу, интелигенцију и који је био без икаквих психијатријских болести. Моје мишљење је да је он одлично реаговао на године лечења и рехабилитације и не бих видео ниједан психијатријски разлог да се сматра да је опасан по себе или било ког члана друштва... треба му омогућити више слободе као одраслој особи да развије свој потенцијал, сматрао бих разумним трајно брисање његових досијеа малолетника.
Док је остао са својом мајком, Кемпер је похађао комунални колеџ у складу са својим захтевима за условну слободу и надао се да ће постати полицајац, иако је одбијен због своје висине - у време пуштања из Атасцадера, Кемпер је имао  2,06 м — што је довело до његовог надимка „Велики Ед“.  Кемпер је одржавао односе са полицајцима Санта Круза упркос свом одбијању да се придружи полицији и постао је самопроглашен "полицајац" у бару званом Соба за пороте, популарном окупљалишту локалних полицајаца.
Кемпер је радио низ ситних послова пре него што је добио посао у Одељењу за аутопутеве државе Калифорније. За то време, његов однос са Кларнел је остао токсичан и непријатељски, а њих двоје су се често свађали које су њихови суседи често чули. Кемпер је касније описао свађе које је имао са својом мајком у то време, наводећи следеће:
Моја мајка и ја смо одмах кренули у ужасне битке, насилне и окрутне. Никада ни са ким нисам био у тако жестокој вербалној борби. Мушкарцу би то ишло у руку, али ово је била моја мајка и нисам могла да поднесем помисао да моја мајка и ја радимо ове ствари. Инсистирала је на томе и само на глупостима. Сећам се да је један разлог свађе био да ли треба да оперем зубе.
Када је уштедео довољно новца, Кемпер се преселио да живи код пријатеља у Аламеди. Тамо се и даље жалио да не може да побегне од мајке јер га је редовно телефонирала и изненадне посете. Често је имао финансијских потешкоћа, због чега се често враћао у мајчин стан у Аптосу. На плажи у Санта Крузу, Кемпер је упознао ученицу средње школе Турлок са којом се верио у марту 1973. Веридба је прекинута након Кемперовог другог хапшења, а родитељи његове веренице су тражили да се њено име не открива јавности.
Исте године када је почео да ради за Одељење за аутопутеве, Кемпера је ударио аутомобил док је возио мотоцикл који је недавно купио. Његова рука је тешко повређена у несрећи, а он је добио нагодбу од 15.000 долара (што је еквивалентно 91.563 долара у 2021.) у грађанској тужби коју је поднео против возача аутомобила. Док се возио унаоколо аутомобилом који је купио делом новца из тужбе, приметио је велики број младих жена како стопирају и почео је да складишти пластичне кесе, ножеве, ћебад и лисице у његовом аутомобилу. Према Кемперу, покупио је око 150 таквих аутостопера пре него што је осетио убилачке сексуалне нагоне.

## Каснији злочини
Између маја 1972. и априла 1973. Кемпер је убио осам жена. Покупио би студенткиње које су стопирале и одвео их у изолована подручја где би их пуцао, убадао, гушио или давио. Затим би њихова тела враћао у свој дом, где им је одсецао главе, вршио орално силовање на њиховим одсеченим главама, имао полни однос са њиховим лешевима, а затим их раскомадао.
Током овог 11-месечног похода убистава, Кемпер је убио пет студенткиња, једну средњошколку, своју мајку и њену најбољу пријатељицу. Кемпер је у интервјуима изјавио да је често тражио жртве након свађе са мајком и да је она одбијала да га упозна са женама које похађају факултет на којем је радила. Он се присећа: „Она би рекла: 'Исти си као твој отац. Не заслужујеш да их упознаш'.“ Психијатри, и сам Кемпер, заступали су уверење да су младе жене сурогат за његову крајњу мету: мајку.
Кемпер је 7. маја 1972. возио у Берклију, када је покупио две осамнаестогодишње студенткиње са Државног универзитета Фресно, Мери Ен Пеше и Аниту Мери Лучесу, под претпоставком да их води на Универзитет Станфорд. После сат времена вожње, успео је да стигне до забаченог шумовитог подручја у близини Аламеде. Тамо је ставио лисице на Мери Ен и закључао Лучесу у пртљажник, а затим је избо ножем и задавио Мери Ен на смрт, након чега је убио Лучесу на сличан начин. Кемпер је касније признао да је, док је стављао лисице на Мери Ен, „додирнуо њену дојку и то [га] је осрамотило“. Кемпер је ставио оба тела жена у пртљажник свог аутомобила и вратио се у свој стан. На путу га је зауставио полицајац јер му је покварено задње светло, али полицајац није открио лешеве у аутомобилу. Кемперов цимер није био код куће, па је тела однео у свој стан, где је фотографисао и имао сексуални однос са лешевима пре него што их је раскомадао. Затим је делове тела ставио у пластичне кесе, које је касније оставио у близини планине Лома Приета. Пре него што је њихове одсечене главе бацио у јаругу, Кемпер се упустио у орално силовање са оба леша. У августу те године, лобања Мери Ен је пронађена на планини. Опсежна потрага није успела да пронађе остатке њихових тела.
Увече 14. септембра 1972. Кемпер је покупио 15-годишњу плесачицу по имену Аико Ку, која је одлучила да стопира на час плеса пошто је пропустила аутобус. Поново се одвезао до удаљеног подручја, где је повукао пиштољ на њу пре него што се случајно закључао из свог аутомобила. Међутим, Ку га је пустила унутра, упркос чињеници да је пиштољ још увек био у ауту. Вративши се у аутомобил, наставио је да је гуши онесвешћену, силује је и убија. Кемпер је касније спаковао њено тело у пртљажник свог аутомобила и отишао у оближњи бар да попије неколико пића, а затим се вратио у свој стан. Касније је признао да је након изласка из бара отворио пртљажник свог аутомобила, „дививши се [свом] улову као рибар.“  У свом стану, имао је сексуални однос са лешом, а затим га раскомадао. Њена мајка је позвала полицију да пријави нестанак ћерке и поставила стотине флајера тражећи информације, али није добила никакав одговор у вези локације или статуса њене ћерке.
Дана 7. јануара 1973. Кемпер, који се поново уселио са својом мајком, возио се по кампусу Кабриљо колеџа када је покупио 18-годишњу студенткињу Синтију Ен "Синди" Шал. Одвезао се до шумовитог подручја и упуцао ју је из пиштоља калибра 22. Затим је њено тело ставио у гепек свог аутомобила и одвезао се до куће своје мајке, где је преко ноћи држао њено тело скривено у орману у својој соби. Када је његова мајка отишла на посао следећег јутра, имао је сексуални однос и извадио метак са леша, а затим ју је раскомадао и обезглавио у кади. Кемпер је држао одсечену главу неколико дана, редовно имао сексуалне односе са њом, а затим ју је закопао у башти своје мајке окренутом нагоре према њеној спаваћој соби. Након хапшења, изјавио је да је то урадио зато што је његова мајка „увек желела да се људи угледају на њу.“ Остатак тела је бацио са литице. Током наредних неколико недеља, сви  делови тела осим њене главе и десне руке су откривени и „сложени као језива слагалица“. Патолог је утврдио да је тело било исечено на комаде електричном тестером.
Кемпер је 5. фебруара 1973. после жестоке свађе са мајком напустио кућу у потрази за могућим жртвама. Уз повећану сумњу да серијски убица напада аутостопере у области Санта Круза, студентима је саветовано да прихватају вожњу само из аутомобила са универзитетским налепницама. Кемпер је успео да набави налепницу, пошто је његова мајка радила у кампусу Универзитета. У кампусу сусрео се са 23-годишњом Росалинд Хедер Торп и 20-годишњом Алис Хелен. Према Кемперу, Торп је први ушла у ауто, уверавајући другарицу да такође уђе. Обе их је убио чим су ушле у аутомобил и увио их у ћебад.  Кемпер је однео своје жртве у кућу своје мајке; овог пута им је одрубио главе у свом аутомобилу и однео лешеве без главе у кућу своје мајке да би имао полни однос са њима. Затим је раскомадао тела, извадио метке како би спречио идентификацију, а њихове остатке је одбацио следећег јутра. Неки остаци су пронађени у кањону Еден недељу дана касније, а више њих је пронађено у близини магистрале у марту.
Када су га у интервјуу питали зашто је обезглављивао своје жртве, он је објаснио: „Маштање о путовању главом биле су помало као трофеј. Знате, глава је тамо где је све, мозак, очи, уста. То је особа. Сећам се да су ми као клинцу говорили, одсечеш главу и тело умире.Тело је ништа после одсецања главе... па то није баш тачно, остало је много у телу девојчице без главе. „
Дана 20. априла 1973. године, по повратку кући са журке, његова мајка је својим доласком пробудила Кемпера. Док је седела у свом кревету и читала књигу, приметила је да Кемпер улази у њену собу и рекла му: „Претпостављам да ћеш сада желети да седиш целу ноћ и причаш. Кемпер је одговорио: „Не, лаку ноћ.“  Затим је сачекао да она заспи, а затим се ушуњао назад у њену собу да би је ударио чекићем и пререзао јој врат перорезом. Затим јој је одрубио главу и упустио се у полни однос са њеном одсеченом главом, а затим је користио као мету за пикадо. Кемпер је изјавио да је „ставио [њену главу] на полицу и драо на њу сат времена... бацао стрелице на њу“, и, на крају, „разбио јој лице“. Такође је исекао њен језик и гркљан и бацио их у ђубре. Позвао је њену најбољу пријатељицу Сали да дође код њих у госте. Кемпер је мислио да је најбоље да и њу убије како јој не би било криво пошто је Карнел њена најбоља пријатељица, мртва. Када је стигла, Кемпер ју је задавио и смислио причу како су њих две отишле на одмор. Након предомишљања, Кемпер је оставио поруку полицији  у стану како је завршио посао брзо. 
Након тога, Кемпер је побегао са лица места. Возио се без престанка до Пуебла у Колораду, узимајући таблете кофеина да би остао будан на путу од преко 1.000 миља (око 1.600 км). Имао је три пиштоља и стотине комада муниције у аутомобилу и веровао је да је мета активне потраге. Пошто није чуо никакве вести на радију о убиствима своје мајке и Сали када је стигао у Пуебло, пронашао је телефонску говорницу и позвао полицију. Признао је убиство своје мајке и Сали, али полиција није озбиљно схватила његов позив и рекла му је да се јави касније. Неколико сати касније, Кемпер је поново назвао, тражећи да разговара са службеником кога је лично познавао. Он је том службенику признао да је убио своју мајку и њену пријатељицу, а затим је сачекао да полиција стигне и приведе га. По хапшењу, Кемпер је такође признао убиства шест студенткиња. 
На питање у каснијем интервјуу зашто се предао, Кемпер је рекао: "Првобитна сврха је нестала... Није служила никаквој физичкој, стварној или емоционалној сврси. То је било само чисто губљење времена... Емотивно, нисам могао још дуго да поднесем. Тамо сам пред крај почео да осећам глупост целе ове проклете ствари, и на месту скоро исцрпљености, скоро колапса, само сам рекао до ђавола и прекинуо све." 

## Суђење и хапшење
Три судска психијатра су утврдила да је Кемпер правно здрав. Један од психијатара, др Џоел Форт, истражио је његову малолетничку евиденцију и дијагнозу да је некада био психотичан. Форт је такође интервјуисао Кемпера, укључујући под серумом истине, и пренео суду да се Кемпер бавио људождерством, наводећи да је секао месо са ногу својих жртава, а затим кувао и конзумирао месо у тепсији. Без обзира на то, Форт је утврдио да је Кемпер био потпуно свестан у сваком случају и навео да Кемпер ужива у изгледу за срамоту повезану са проглашењем за убицу. Кемпер је касније одустао од признања канибализма.
Кемпер је сведочио да је убио жртве јер их је желео „за себе, као имовину“, и покушао да убеди пороту да је луд на основу образложења да је његове радње могао да почини само неко аберантног ума. Рекао је да су два бића населила његово тело и да је, када је личност убица преузела власт, то било „некако као замрачење“.
Дана 8. новембра 1973. порота од шест људи и шест жена расправљала је пет сати пре него што је Кемпера прогласила здравим и кривим по свим тачкама. Тражио је смртну казну, тражећи „смрт мучењем. Међутим, са мораторијумом који је Врховни суд Калифорније ставио на смртну казну, он је уместо тога добио седам година доживотног затвора по свакој тачки, са тим да се ови рокови служе истовремено, и осуђен је на калифорнијску медицинску установу у Вакавилу.
Кемпер остаје међу општом популацијом у затвору и сматра се узорним затвореником. Био је задужен за заказивање прегледа других затвореника код психијатара и био је врхунски мајстор за израду керамичких чаша. Профилер ФБИ-ја Џон Даглас описао је Кемпера као „међу најпаметнијим“ затвореницима које је интервјуисао и способног за „редак увид за насилног криминалца“. Даље је додао да му се Кемпер лично допада, називајући га „пријатељским, отвореним, осетљивим, [и са) добрим смислом за хумор“.
Кемпер говори о природи својих злочина и изјавио је да је учествовао у интервјуима како би спасио друге попут себе од убиства. Помагао је полицији у осветљавању злочина других убица и криминалаца.

## Психологија
Док му је суђено за убиство бабе и деде, Кемперу су судски именовани психијатри дијагностиковали параноидну шизофренију; међутим, психијатри и социјални радници Калифорнијске омладинске управе у државној болници Атаскадеро нису се сложили на основу тога да Кемпер није показао „без идеја, никаквог мешања у мисли, нема изражавања заблуда или халуцинација, и нема доказа о бизарном размишљању“, даље примећујући да је веома интелигентан и интроспективан. Кемперу је стога поново постављена дијагноза „поремећаја особина личности, пасивно-агресивни тип“. Убрзо по доласку у Медицинску установу у Калифорнији 1973. године, Кемпер је примљен код психијатара и поново му је постављена дијагноза антисоцијалних, нарцистичких поремећаја личности.